# 11e étape du Tour d'Italie 2008
La onzième étape du Tour d'Italie 2008 s'est déroulée le 21 mai entre Urbania et Cesena.

## Profil
Au lendemain du premier contre-la-montre individuel, le Tour d'Italie 2008 offre une nouvelle étape au parcours accidenté, présentant quatre côtes comptant pour le Grand prix de la montagne.
Bien que la route soit vallonnée dès le départ d'Urbania, la première difficulté référencée intervient au 68e kilomètre, durant la traversée de Saint-Marin (2e catégorie). Les coureurs doivent ensuite franchir le Monte Carpegna (1re catégorie), puis une côte de 2e catégorie à Perticara. Après une descente vers le sprint intermédiaire de Sogliano al Rubicone et le franchissement du Rubicon, une dernière côte de 3e catégorie se trouve à trente kilomètres de l'arrivée, à Sorrivoli. L'arrivée est située à Césène, ville natale de Marco Pantani,.

## Récit
Le départ est donné à Urbania sous une pluie battante. Après une première tentative de Joaquim Rodríguez (Caisse d'Épargne), rejoint par David Millar (Slipstream Chipotle), l'échappée du jour part au 42e kilomètre. Le groupe composé de Laurent Mangel (AG2R La Mondiale, Pablo Lastras (Caisse d'Épargne), Tiziano Dall'Antonia (CSF Group Navigare), Jussi Veikkanen (La Française des jeux), Alessandro Bertolini (Serramenti PVC Diquigiovanni). Leur avance croît rapidement et atteint neuf minutes et vingt secondes au 90e kilomètre, avant le Monte Carpegna. Durant l'ascension, l'équipe LPR Brakes de Danilo Di Luca mène le peloton de sorte que l'écart au sommet est réduit à cinq minutes. Le peloton des favoris ne compte plus qu'une vingtaine de coureurs et le maillot rose Giovanni Visconti compte deux minutes de retard.
À 50 km de l'arrivée, Fortunato Baliani et Gabriele Bosisio s'échappent du premier peloton Baliani parvient à rejoindre les échappés tandis que Bosisio chute et doit reprendre sa place au sein du peloton.
Dans la dernière côte référencée à Monteleone, Riccardo Riccò attaque et provoque la constitution d'un nouveau groupe de poursuivants composé d'une vingtaine de coureurs. Derrière eux une chute implique Christian Pfannberger, Leonardo Piepoli, Levi Leipheimer, Giovanni Visconti et Emanuele Sella.
À ce moment, le groupe d'échappés perd Laurent Mangel et Jussi Veikkanen dans l'avant dernière côte, puis Dall'Antonia dans la dernière. Le trio Baliani-Bertolini-Lastras se dirige vers un sprint à Césène. Baliani chute cependant dans le dernier virage. Bertolini en profite pour lancer l'attaque et prend rapidement une avance confortable sur Lastras, ralenti par la chute. À 36 ans, Alessandro Bertolini remporte sa première victoire sur le Tour d'Italie.
Malgré les attaques et les chutes, un peloton de plus de soixante coureurs rejoint l'arrivée avec près de quatre minutes de retard,.

## Classement de l'étape
| \| 1. \| Alessandro Bertolini \| Serramenti PVC Diquigiovanni \| en \| 5 h 44 min 22 s \| \| 2. \| Pablo Lastras \| Caisse d'Épargne \| + \| 5 s \| \| 3. \| Fortunato Baliani \| CSF Group Navigare \| \| m.t. \| \| 4. \| Tiziano Dall'Antonia \| CSF Group Navigare \| \| 41 s \| \| 5. \| Laurent Mangel \| AG2R La Mondiale \| \| 1 min 33 s \| \| 6. \| Jussi Veikkanen \| La Française des jeux \| \| m.t. \| \| 7. \| Daniele Bennati \| Liquigas \| \| 3 min 53 s \| \| 8. \| Erik Zabel \| Team Milram \| \| m.t. \| \| 9. \| Mirco Lorenzetto \| Lampre \| \| m.t. \| \| 10. \| Davide Rebellin \| Gerolsteiner \| \| m.t. \| |                      |                              |    |                 |
| 1. | Alessandro Bertolini | Serramenti PVC Diquigiovanni | en | 5 h 44 min 22 s |
| 2. | Pablo Lastras        | Caisse d'Épargne             | +  | 5 s             |
| 3. | Fortunato Baliani    | CSF Group Navigare           |    | m.t.            |
| 4. | Tiziano Dall'Antonia | CSF Group Navigare           |    | 41 s            |
| 5. | Laurent Mangel       | AG2R La Mondiale             |    | 1 min 33 s      |
| 6. | Jussi Veikkanen      | La Française des jeux        |    | m.t.            |
| 7. | Daniele Bennati      | Liquigas                     |    | 3 min 53 s      |
| 8. | Erik Zabel           | Team Milram                  |    | m.t.            |
| 9. | Mirco Lorenzetto     | Lampre                       |    | m.t.            |
| 10. | Davide Rebellin      | Gerolsteiner                 |    | m.t.            |

## Classement général
| \| 1. \| Giovanni Visconti \| Quick Step \| en \| 49 h 00 min 17 s \| \| 2. \| Gabriele Bosisio \| LPR Brakes \| + \| 5 min 50 s \| \| 3. \| Alberto Contador \| Astana \| \| 6 min 59 s \| \| 4. \| Marzio Bruseghin \| Lampre \| \| 7 min 52 s \| \| 5. \| Andreas Klöden \| Astana \| \| 7 min 54 s \| \| 6. \| Vincenzo Nibali \| Liquigas \| \| 8 min 04 s \| \| 7. \| Paolo Savoldelli \| LPR Brakes \| \| 8 min 09 s \| \| 8. \| Riccardo Riccò \| Saunier Duval-Scott \| \| 8 min 32 s \| \| 9. \| Danilo Di Luca \| LPR Brakes \| \| 8 min 33 s \| \| 10. \| Gustav Larsson \| Team CSC \| \| m.t. \| |                   |                     |    |                  |
| 1. | Giovanni Visconti | Quick Step          | en | 49 h 00 min 17 s |
| 2. | Gabriele Bosisio  | LPR Brakes          | +  | 5 min 50 s       |
| 3. | Alberto Contador  | Astana              |    | 6 min 59 s       |
| 4. | Marzio Bruseghin  | Lampre              |    | 7 min 52 s       |
| 5. | Andreas Klöden    | Astana              |    | 7 min 54 s       |
| 6. | Vincenzo Nibali   | Liquigas            |    | 8 min 04 s       |
| 7. | Paolo Savoldelli  | LPR Brakes          |    | 8 min 09 s       |
| 8. | Riccardo Riccò    | Saunier Duval-Scott |    | 8 min 32 s       |
| 9. | Danilo Di Luca    | LPR Brakes          |    | 8 min 33 s       |
| 10. | Gustav Larsson    | Team CSC            |    | m.t.             |

## Classements annexes
| Classement             | Coureur           | Total             |
| ---------------------- | ----------------- | ----------------- |
| Points                 | Daniele Bennati   | 89 pts            |
| Montagne               | Emanuele Sella    | 37 pts            |
| Sprints Intermédiaires | Fortunato Baliani | 13 pts            |
| Équipe                 | Astana            | 146 h 19 min 23 s |
| Équipe par points      | Astana            | 183 pts           |
| Jeune                  | Giovanni Visconti | 49 h 00 min 17 s  |
| Échappée               | Mickaël Buffaz    | 335 km            |
| Combativité            | Daniele Bennati   | 22 pts            |